# Protokoli sionskih modrecev
Protokoli sionskih modrecev (rusko Протоколы сионских мудрецов, tudi Zapisniki sestankov častitljivih starešin Siona) so protijudovski pamflet, ki naj bi opisoval judovski načrt za svetovno prevlado. Izmišljeno besedilo, vpliven razstavni predmet iz orožarne protijudovskih zarotniških teoretikov, je bilo prvič objavljeno za čas Ruskega imperija leta 1903. Po 1. svetovni vojni so Protokole prevajali v druge jezike in širili so se po svetu, četudi jih je že leta 1921 londonski Times razkril kot ponaredek. Po trditvah nekaterih založnikov predstavljajo Protokoli zapisnike s sestanka konec 19. stoletja, na katerem so judovski voditelji razpravljali o cilju svetovne judovske prevlade, ki naj bi ga dosegli z rušenjem morale nevernikov in prevzemom nadzora nad tiskom in svetovnim gospodarstvom.
Širše so postali znani zlasti po izdaji Henryja Forda v ZDA leta 1920 in v nemških izdajah Gottfrieda zur Beeka ter Theodorja Fritscha. Hitler je bil njih zagovornik in po njegovem prevzemu oblasti so Protokoli postali šolsko berilo za nemške šole.  Kljub temu da gre dokazano za ponaredek, med drugim s sodbo v bernskem procesu v letih 1933–1935, protijudovski privrženci zarotniških teorij po vsem svetu, predvsem v islamskih državah in Rusiji, še danes verjamejo v pristnost Protokolov.

## Besedilo
Protokoli so eno najbolj znanih in najbolj raziskanih primerov literarne prevare, s prvo analizo in dokazi za njih sleparski izvor že iz leta 1921. Plagiat je zgodnji primer literature »zarotniških teorij«. Besedilo je polno posplošitev, vsakdanjih resnic in floskul o tem, kako prevzeti oblast nad svetom: zavzeti medije in finančne institucije, spremeniti tradicionalno družbeno ureditev itd. Konkretnih predlogov za ukrepe ne vsebuje. Besedilo, glede na izdajo dolgo od 40 do 80 strani, je razdeljeno v 24 poglavij, ki naj bi predstavljala zapisnike posameznih sej izmišljenega občnega zbora »sionskih modrecev«, na katerih govori tako imenovani judovski vodja.
Birokratski izraz »Protokoli« v naslovu naj bi besedilu dal verodostojnost. Slabo strukturirano besedilo s številnimi ponovitvami kroži okoli treh tem: okoli liberalizma, domnevnih načrtov prevlade »svetovnega judovstva« prihodnjega judovskega imperija. Govornik se opredeljuje za grob makiavelizem in za parolo »namen posvečuje sredstva«, ki so jo dotlej podtikali jezuitom. Demokracija kot oblika vlade je škodljiva, ker se svoboda in enakost s človeško naravo ne skladata. Kljub temu pa je treba liberalizem in demokracijo podpirati, ker spodkopavata nejudovske države. Velja torej odpraviti privilegije in zemljiško posest aristokracije, »ki je edina obramba nejudovskih narodov in držav pred nami«, spodkopavati ugled duhovništva in ogrožati moč papeža, širiti navidezno protislovne in spodkopavajoče nauke ljudi, kot so Karl Marx, Charles Darwin in Friedrich Nietzsche, in podžigati politična nasprotja. V ta namen je treba prevzeti vse mogoče politične usmeritve, tako monarhiste, liberalce, demokrate in komuniste. Tudi antisemitizem so si izmislili Judje sami, »da lahko svoje brate iz nižjih plasti držijo na vajetih«. Namerno povzročene gospodarske krize bodo povzročile napetosti v družbi, narode pa je treba »uničiti z zavistjo in sovraštvom, z nemiri in vojno, pa tudi s katastrofami, lakoto in širjenjem kužnih bolezni«. Judje naj bi imeli v pesteh ves denar sveta, države naj bi z umetnim pomanjkanjem plačilnih sredstev in z zadolževanjem spravili na kolena. Prav tako naj bi kot orodje uporabili tisk – ki ga krmili judovstvo – in pa prostozidarske lože, ki so vse pod judovsko nadvlado. Na vsak časopis, ki je Judom nenaklonjen, morata priti vsaj dva, če ne več časopisov, ki služijo judovskim ciljem. Predsedniki novih demokracij naj bodo vsi osebno neprimerni, poleg tega naj bi vsak od njih imel kako »Panamo« za seboj, da bi ga bilo mogoče izsiljevati – namig na panamski škandal leta 1892, v katerega je bil vpleten ruski veleposlanik v Parizu Arthur von Mohrheim.  Če vlade Judov ne bodo ubogale, bo treba s terorjem in samomorilskimi napadi pritisniti nanje ali naščuvati sosednje države na vojno z njimi, če je treba, tudi svetovno vojno. Če se evropske države zedinijo proti Judom, bo na to treba odgovoriti z napadom Združenih držav Amerike, Kitajske in Japonske. Vzrok za to, da je omenjena Japonska, je verjetno iskati v rusko-japonski vojni med letoma 1904 in 1905. Poleg tega »imamo v rokah zadnje, grozljivo sredstvo, pred katerim trepeta še najpogumnejše srce«: mišljena je pri tem podzemna železnica, kot so jo leta 1897 začeli graditi v Parizu:
»Kmalu bodo vse prestolnice sveta preprežene s predori. Če nas bodo ogrozili, bomo lahko vrgli v zrak cela mesta, z njih vodstvi, uradi, arhivi in goji, z njihovim premoženjem vred« 
Neskončni spori, ki naj bi jih netili Judje, in s tem povezana naveličanost, pa tudi demokraciji prirojena nagnjenost k despotizmu, naj bi pripeljala ljudstva sveta tako daleč, da bodo začela hrepeneti po vladarju sveta. Ta »kralj sionske krvi« – namig na mesijansko tradicijo – bo z državnim udarom v vseh državah hkrati prevzel oblast. Je karizmatičen in kreposten, saj »svoja osebna veselja podreja blaginji svojega naroda in človeštva«. V njegovem kraljestvu bodo vse svoboščine, za katere so se bili zavzemali »sionski modreci« v ne-judovskih državah, odpravljeneː tisk bo pod strogo cenzuro, pravna država bo z odpravo pravice do pritožbe in nadzorom države nad odvetniki omejena, vladar bo vladal avtokratsko. Ob prvem sumu na politični prestopek bo osumljena oseba aretirana, javne politične razprave se ne bodo tolerirale, prostozidarske lože in vsa druga tajna združenja se bodo prepovedala, vladni ovaduhi bodo prisotni povsod. Brezplačnega izobraževanja na univerzah bo konec, šole bodo učile, kako častiti vladarja. Vladarja bo prebivalstvo ljubilo zaradi njegove očetovske socialne politike. Financirali jo bodo progresivni davki na nepremičnine in denarna politika, ki denarno maso prilagaja življenjskim stroškom in rasti prebivalstva. Korupcije in zlorabe moči zaradi strogega nadzora nad uradniki ne bo več. Alkoholizem bo prepovedan, trgovanje z delnicami se ukine, prav tako tudi brezposelnost; ponovno se bo uvedlo delo doma, tako da se bo vedno našlo kaj dela. Naslednik vladarja se ne izbira na osnovi dedne pravice, temveč na osnovi njegove osebnosti in brezmadežnega značaja.

### Protijudovska razprava
Protokoli sionskih modrecev vsebujejo razne klišeje, ki so v protijudovskih razpravah prevladovali že pred tem in seveda še toliko bolj po tem. Jude slika kot sovražnike kristjanov, ki so »brez možganov«, ki so »ovčja čreda, mi smo pa volkovi. Saj veste, gospodje, kaj se zgodi z ovcami, ko v njih čredo vderejo volkovi?« Cilj Judov je svetovna prevlada njihove vere in vere v njihovo božansko izbranost, v vseobsegajoči državi, ki jo obvladujejo, podtikajo se jim gorečnost, maščevalnost in sovraštvo do kristjanov. Predstava, da so Judje bili na splošno sovražni do kristjanov, je zakoreninjena v antisemitizmu, ki jim je očitalo »zadrto« zavračanje spreobrnjenja in krsta, bogoskrunstvo, skrunjenje hostije in domnevne pakte s hudičem. Britanski zgodovinar Norman Cohn vidi v Protokolih sodobno ponovitev te demonološke tradicije. K »diaboličnem značaju« Judov pripada tudi tradicionalna podoba kače, ki tudi v Protokolih ne manjka: v njih nastopa kot simbol »našega naroda«, ki narode Evrope vedno bolj stiska v svoj objem. Prva nemška izdaja Protokolov je ta domnevni objem prikazala na delu priloženi dopisnici.
Protokoli prevzemajo izmišljotino iz srednjega veka, po kateri so Judje zastrupili vodnjake in tako v letih1347-1350 zakrivili kugo. Govornik na tem mestu pojasnjuje, da naj bi lakota, bolezni itd. ne-Jude pripravile do tega, da sprejmejo judovsko nadvlado. En kliše več iz srednjega veka in začetka modernih časov je slika oderuškega Juda. Na drugem Lateranskem koncilu leta leta 1139 sprejeta prepoved računanja obresti je z naraščajočim pomenom kreditnega sistema za pozno-srednjeveško gospodarstvo imela vse manj vpliva, tako da so kristjani nenadoma začeli konkurirati Judom, ki so dotlej edini imeli pravico posojati denar. Obtožba, da računajo oderuške obresti, je bila pot, kako jih marginalizirati in izpodriniti iz bančništva. Kliše »bogatih Judov« so pogosto uporabljali. Znana primera sta württemberški dvorjan Joseph Süß Oppenheimer (1698-1738) in Frankfurtski bankir Mayer Amschel Rothschild (1744-1812) s svojimi potomci, čigar premoženje so z (napačnim) induktivnim zaključkom posplošili in še danes uporablja kot podlaga za zarotniške teorije. To obtožbo je najti skoraj povsod v Protokolih, vrh pa doživi v trditvi, da so Judje dejansko ves denar sveta že od vsega začetka držali v svojih rokah.
Osrednja misel Protokolov, namreč da so se Judje zakleli uresničiti svoje zlobne naklepe proti krščanstvu, je prisotna že od 13. stoletja dalje v krščanski domišljiji; angleški menih Matthaeus Parisiensis (1200-1259) v svoji Chronica major trdi, da so Judje naskrivaj sklenili zavezništvo s »Tatari«, da bi se maščevali kristjanom. Ta ideja se po letu 1869 vse glasneje pojavlja v protijudovskih debatah. O domnevni judovski tajni organizaciji »Kahal«, ki naj bi jo nadzorovala Alliance Israélite Universelle, je v pravoslavstvo spreobrnjen Jud Jakob Alexandrovich Brafman poročal že 1869 v svoji Kniga Kagala (nemški prevod 1928). Izraz se sicer uporablja tudi v Protokolih, vendar pa na besedilo samo delo ni vplivalo. Kniga Kagala velja za idejnega prednika Protokolov.
Leta 1869 je tudi Henri Roger Gougenot des Mousseaux (1805-1876), francoski desničarski katolik, objavil delo Le Juif, le judaïsme et la judaïsation des peuples chrétiens (Jud, judovstvo in judaizacija krščanskih narodov), v katerem je dotlej ločeni priljubljeni zarotniški teoriji – protijudovsko in protiprostozidarsko – združil v eno samoː v prostozidarsko »umetno judovstvo«, ki so ga Judje ustvarili z namenom, da kristjane pridobijo za judovstvo. Cohn imenuje delo »Biblija sodobnega antisemitizma«. Odtlej je domnevna neposredna bližina sinagoge in lože ustaljen topos protijudovske literature. Kot pravi Izraelski zgodovinar Jakob Katz, je bilo za francoske antisemite skorajda nemogoče, da ne bi napadali tudi prostozidarstva.
Rasna teorija v Essai sur l'inégalité des races humaines Arthurja de Gobineauja še ni protijudovsko usmerjena. Rasistično prevrednotenje Darwinovega dela O izvoru vrst iz leta 1859 in pa vpliv Gobineauja na okolje Richarda Wagnerja, zlasti z delom Temelji devetnajstega stoletja Wagnerjevega občudovalca Houstona Stewarta Chamberlaina, sta s svojo predpostavko biološke manjvrednosti Judov nudila podlago za rasizem nemškega narodnjaškega gibanja in kasnejšega nacionalsocializma. Od konca prve svetovne vojne dalje so se v nemških narodnjaških krogih Protokoli interpretirali neizogibno v rasističnem smislu. V njih opisane spletke naj bi bile tipičen izraz prirojene judovske rasne duše; domiselno naslikana svetovna zarota je tako bila posledica uničevalnega gona, katerega izvor ni ne v veri ne v kulturi, temveč v rasi. Nuja po biološkem uničenju domnevnih zarotnikov je tako logičen zaključek rasistično razumljene teorije zarote.

## Nastanek

### Avtor
Protokoli sionskih modrecev so plagiat, katerega avtor si je pomagal s starejšimi izmišljenimi besedili. Tako so, ker ni originala, čisti »izum«, fikcija, brez stika z resničnostjo. Norman Cohn je ponaredek datiral v leto 1897 ali 1898 in našel dokaze, po katerih je bil plagiat spisan v Bibliothèque nationale de France. Kdo je besedilo sestavil, ni jasno. Francoski zgodovinar Henri Rollin (1885–1955) je leta 1939 v L'apocalypse de notre temps prišel do prepričanja, da je izvirnik spisal Elias Cyon (1843–1912), konservativni ruski pisatelj, ki je od leta 1875 dalje živel v Franciji. Leta 1864 objavljeno francosko satiro Mauricea Jolyja je preobrnil v polemično besedilo proti finančnemu ministru Witteju in proti liberalni politiki modernizacije. To besedilo je Pjotr Račkovski (1853–1910), ki je od 1885 do 1902 vodil pariški oddelek ruske tajne službe Ohrana, vzel leta 1897 v roke in ga v antisemitičnem smislu »izboljšal«. Pogosto se Račkovski navaja kot avtor ali naročnik. Poleg Račkovskega se po 1998 kot avtor Protokolov omenja tudi njegov asistent Matvej Golovinski (1865–1920): za časa afere Dreyfus naj bi po navodilu svojega šefa besedilo prevedel v francoščino, da bi carja Nikolaja II. nastrojil proti liberalizmu. Škotski zgodovinar James Webb po drugi strani meni, da je za besedilo odgovorna okultistka Juliana Glinka, ki je bila z Račkovskim v stiku v Parizu.
Nemški zgodovinar Michael Hagemeister zastopa mnenje, da vse te različice izvirajo iz več virov: eden od njih je besedilo, ki ga je poljska princesa Catherine Radziwill (1858–1941) leta 1921 širila iz svojega pregnanstva v New Yorku; Golovinski naj bi ji 1904/1905 v Parizu pokazal francoski Izvirnik Protokolov, ki ga je naredil po naročilu Račkovskega. Na ta vir se je med drugimi naslanjal tudi francoski grof Alexandre du Chayla (1885–1945) v svojih, prav tako leta 1921 objavljenih spominih na enega prvih založnikov Protokolov, Sergeja Nilusa (1862–1929), s katerim je bil po svojem spreobrnjenju v pravoslavje v tesnem stiku. Chayla je kasneje pričal v Bernskem procesu. Hagemeister dvomi v verodostojnost teh virov in zagovarja tezo – med drugim zaradi več ukrajinizmov v besedilu – da so ponaredek izdelali ali pa vsaj predelali desno usmerjeni plemiči iz Južne Rusije.
Italijanski literarni znanstvenik Cesare G. De Michelis v svoji kritični študiji besedila pride do zaključka, da najstarejša tiskana ruska različica, ki se je pojavila pozno poleti leta 1903, ni prevod iz francoščine, temveč izvira iz prvotne različice, ki so jo ne dolgo pred tem spisali ruski desničarski skrajneži v Sankt Peterburgu. Ker so Protokoli v ruskem tisku prvič omenjeni aprila 1902, je datum njihovega nastanka mogoče precej natanko določiti. Prva različica je bila parodija na Judovsko državo Theodorja Herzla, napisano ob priliki petega Sionističnega kongresa decembra 1901. Novinar Thomas Grüter pri tem tudi poudarja, da pomembni politični dogodki v Zahodni Evropi, tako afera Dreyfus, nemško-francoska vojna leta 1870/71, ali pa kolonialna politika evropskih sil v Afriki in Aziji, v Protokolih niso omenjeni, čeprav bi lahko prišli zelo prav pri dokazovanju načrtov za judovsko svetovno prevlado. To govori proti tezi, da so Protokoli nastali v Zahodni Evropi.

### Uporabljeno literarno gradivo
Ponarejevalec si obširno pomaga s predlogo satiričnega spisa Dialogue aux enfers entre Machiavel et Montesquieu (»razprava v peklu med Machiavellijem in Montesquieujem«) pariškega odvetnika Mauricea Jolyja, ki je delo objavil anonimno 1864 v Bruslju. Da gre pri Protokolih za plagiat tega dela, je postalo jasno že leta 1921. Plagiat je ohranil dikcijo pamfleta, njegov namen pa tendenciozno sprevrgel v njegovo nasprotje. V literarni tradiciji pogovora med mrtvimi se prepirata francoski razsvetljenec in italijanski renesančni filozof, ki mu avtor polaga v usta cinično obrambo nemoralne politične tiranije. V namišljenem dialogu Judje ne igrajo nobene vloge; Joly z Machiavellijem karikira avtoritarno vladavino francoskega cesarja Napoleona III., ki je po udaru 1851 vse bolj krnil državljanske pravice in slabil pravnost francoske države. V izvodih satire, ki so na voljo v Bibliothèque nationale de France, je najti odseke, ki se ujemajo s tistimi v Protokolih. 40 odstotkov besedila Protokolov je plagiator dobesedno prevzel iz Jolyjeve satire; tok misli pa je pri Jolyju občutno bolj uglajen - Protokoli delajo vtis, kot da se je neznanemu piscu pri prepisovanju mudilo. Za primer: Protokoli 1–19 si zelo očitno pomagajo z Dialogues 1–17:
| Dvogovor v peklu med Machiavellijem in Montesquieuom | Protokoli sionskih modrecev |
| --- | --- |
| Kako se posoja denar? Z izdajo obveznic se vlada obvezuje plačati obresti sorazmerno s kapitalom, ki je bil plačan. Tako bo država za posojilo, obrestovano s 5%, po 20 letih izplačala znesek, ki je enak izposojenemu kapitalu. Po 40 letih bo plačala dvojno, po 60 letih trojno: in vendar bo ostala dolžna celoten znesek kapitala. — Montesquieu, Dvogovori, str. 209 | Posojilo je izdaja obveznic, s katerimi se vlada obvezuje plačati obresti sorazmerno znesku sposojenega kapitala. Če je posojilo obrestovano s 5%, bo vlada po 20 letih izplačala znesek, ki je enak posojilu. Po 40 letih bo plačala dvojno, po 60 letih trojno: posojilo pa bo dalje ostalo neporavnan dolg. — Protokoli, str. 77 |
| Kot boga Višnu bo moj tisk imel sto rok, ki bodo podpirale vse mogoče odtenke mnenj po vsej državi.— Machiavelli, Dvogovori, str. 141 | Ti časopisi, tako kot indijski bog Višnu, bodo imeli na stotine rok, vsaka od njih bo tipala utrip spreminjajočih se mnenj javnosti.— Protokoli, str. 43 |
| Zdaj razumem lik boga Višnu; kot indijski idol sto rok imaš in vsak prst na njih se dotika izvira.— Montesquieu, Dvogovori, str. 207 | Naša vladavina bo spominjala na hindujskega boga Višnuja. Imela bo stotine rok, vsaka od njih bo držala enega od virov ustroja družbe v državi. — Protokoli, str. 65 |

Po drugi strani si je že Joly sam, kot je razkril Umberto Eco, postregel iz priljubljenih zabavnih romanov 19. stoletja, zlasti pri Alexandru Dumasu in njegovem Joseph Balsamo iz leta 1846, kot tudi pri Le Juif errant (»večnem Judu« avtorja Eugène Sueja) iz leta 1845 in pri Les Mystères du Peuple (»Skrivnosti naroda«) iz leta 1856 - to delo je naklepe za svetovno prevlado pripisalo jezuitom. Philip Graves je kot prvi v vrsti člankov leta 1921 v časopisu The Times osvetlil ozadje tega plagiata in objavil dokaze, da Protokoli niso avtentičen dokument.
Pri nastanku Protokolov je igral pomembno vlogo tudi leta 1868 objavljen senzacionalistični roman Biarritz nemškega pisatelja Hermanna Goedscheja. Knjiga opisuje tajen sestanek na pokopališču v Pragi leta 1860, ki naj bi mu prisluškovala junak romana, »doktor Faust«, in njegov spremljevalec, spreobrnjeni Jud. Predstavniki dvanajstih rodov Izraela (in zastopnika »izobčenih in tavajočih«) naj bi se dobili vsakih sto let, da se pomenijo o tem, kako napreduje načrt svetovne prevlade: vse zlato sveta mora priti v judovske roke. Kot sredstva v ta namen posamezni govorniki zagovarjajo program liberalizma in negativne posledice posodobitev v družbi, ki jih zabelijo z grozljivimi slikami judovske hudobije, kot je zadolženost držav in plemstva, emancipacija judov in njihovo prevzemanje nepremičnin, poroke kristjank z Judi, proletarizacija obrtnikov, ločevanje cerkve in države, spodbujanje revolucij, tudi prevzem tiska, trgovine, javnih služb in kulturnega življenja. To je resnično ozadje judovskega tajnega znanja, Kabale. Goedsche si je pri sceni na pokopališču pomagal s pripovedjo Bezgov cvet, ki jo je pet let pred tem objavil Wilhelm Raabe. Pokopališčna scena se je znova pojavila leta 1876 v nekem ruskem spisu, vendar tokrat ne kot fikcija, temveč kot poročilo o dejanskem dogodku. Leto kasneje so se govori pojavili v Nemčiji, Franciji in Avstriji. Deloma so govore kot »rabinov govor« pripisali eni sami osebi. Leta je 1881 francoski desni katoliški časopis Le Contemporain zgodbo ponatisnil, pri tem pa dvanajst ločenih govorov združil v enega samega. Le Contemporain v uvodu pravi, da je »poročilo« prevzel iz knjige v tisku, katere avtor je diplomat »Sir John Readcliff«; gre za psevdonim (Sir John Retcliffe), pod katerim je Goedsche objavil svoj roman. Ozadje ideje o skupščini, v kateri je najti predstavnike vseh Judov na svetu, je Sanhedrin, ki ga je sklical leta 1806 Napoleon in ki je od 19. stoletja dalje vir protijudovskih zarotniških teorij.

## Prve objave

### Rusija
Najstarejša različica Protokolov je bila objavljena v devetih nadaljevanjih med 26. avgustom in 7. septembrom 1903 v Sankt Peterburgu v skrajno desničarskem časopisu Znamja (»Zastava«), pod naslovom »Judovski program za osvojitev sveta«. Izdajatelj Pavel Kruševan (1860-1909) je bil antisemit, blizu Črni stotniji, istega leta je v Kišinjevu organiziral pogrom. Trdil je, da gre za verodostojen, v Franciji spisan »zapisnik sestanka svetovne zveze Prostozidarjev in modrecev Siona«. V Franciji naj bi tudi bili »Tajni arhivi Centralnega sionskega komiteja«, katerega predstavnikov pa ne gre zamenjavati s Sionističnim gibanjem. Leta 1904 je poljski antisemit Hipolit Lutostański natisnil v drugem delu svojega Talmud sem evrei (»Talmud in Judje«) en del besedila v ruščini, prav tako kot da gre za prevod iz francoščine.
Leta 1905 so sledile izdaje v Moskvi in v Sankt Peterburgu, ki so skušale razložiti dogajanja ob prvi ruski revoluciji. Novinar Georgi Butmi (1856-1919) iz pravoslavno-narodne Konfederacije ruskega naroda se je v popularnih izdajah, ki so se tiskale 1906 do 1907 pod različnimi naslovi, v veliki meri držal legende o izvoru po Znamja, jim pa je privesil datum: besedilo naj bi 9. decembra 1901 prevedli iz francoščine. V izdaji 1907 je tudi navedel, da izhaja iz aktov »Prostozidarske lože egiptovskega obreda« Mizraim (mišljen verjetno obred Memfis-Mišraïm), ki so se ga udeleževali predvsem Judje, kar besedilo postavlja v duhovno bližino sionizma.
Različica, ki se je sčasoma razširila po vsem svetu, je bila objavljena leta 1905 v drugi izdaji mističnega, apokaliptičnega dela verskega pisatelja Sergeja Nila (1862-1929) Veliko v malem, ali prihod Antikrista in bližajoča se vlada zlodeja na zemlji. Delo slika v skladu z 2. pismom Solunčanom protikrščansko zaroto »Cerkve Satana«, ki v bistvu temelji na »judovskem prostozidarstvu«. Vse več znakov kaže na prihod Antrikrista, lažnega judovskega Mesije, ki mu bo sledila vrnitev Jezusa Kristusa. Judom je bilo s tem dualističnim pogledom pripisana vloga nasprotnika boga, vendar njihove namere odrešenja ne bodo zavrle, tako da se bodo konec koncev tudi oni spreobrnili h krščanstvu. Pri »skrivnosti nepostavnosti« (Pismo Tesaloničanom 2,7) gre po Nilu za tisočletno zaroto Judov, v kasnejšem delu trdi, da je njen izvir pri kralju Salomonu. Zato je v svojo knjigo kot dvanajsto poglavje dodal razširjeno besedilo Protokolov. Da se je lahko odzval na politiko leta 1905, je Nil besedilo predelal. Da bi dodatno poudaril vlogo prostozidarjev v svetovni zaroti, ki v samem besedilu igrajo drugotno vlogo, je dodal besedilu podnaslove. Domnevno sodelovanje Judov in Prostozidarjev je bilo v celoti izmišljeno, Lože so bile vse kaj drugega kot revolucionarne in so še daleč v 20. stoletje Judom odrekale članstvo.
Delo je do leta 1917 pod raznimi naslovi doživelo več izdaj, s skupno naklado več kot 15.000. V četrti izdaji 1917 Nil trdi, da je avtor Protokolov Theodor Herzl, ustanovitelj Sionističnega gibanja. Na prvem svetovnem kongresu sionistov avgusta 1897 v Baslu naj bi imel govor, katerega zapisnik naj bi Protokoli bili.
Kako velik odmev so ob objavi Protokoli doživeli, ni jasno: po eni strani so jih v Moskvi brali s prižnice, po drugi strani pa ni znakov za kakršnekoli reakcije, ne v obliki člankov v protijudovsko nastrojenem javnem tisku, ne v pogromih. V naslednjih letih se je le malo ljudi zanimalo za besedilo, ki se je vse pogosteje dojemalo kot zarotniška teorija. Ob ruski oktobrski revoluciji leta 1917 in med kasnejšo državljansko vojno so protirevolucionarni »Beli« v Protokolih iskali in našli razloge zanje sicer nerazumljivih dogajanj. Širile so se govorice, da je carica Aleksandra Fjodorovna pri sebi imela Protokole sionskih modrecev, ko so jo umorili. Radikalno protiboljševiški izseljenci, kot sta bila Fjodor Winberg (1868-1927) in baltski Nemec Alfred Rosenberg, so spis razširjali po Zahodni in Srednji Evropi, v upanju, da jim bodo Protokoli pomagali organizirati podporo proti domnevno judovskem boljševizmu. Tako je v številnih državah prišlo do izdaje Protokolov. Čeprav se besedila sem in tja znatno razlikujejo, v jedru vsa temeljijo na NIlusovi izdaji iz leta 1911. Razlikujejo se predvsem v komentarjih. Da je bil tajni cilj podzemnih železnic pognati v zrak mesta, kjerkoli so se gradile, je bil več založnikom premočna trditevː te stavke naj bi bilo treba razumeti metaforično. Protokoli se od tega trenutka dalje niso brali kot religiozno opozorilo pred apokaliptičnim Zlom, temveč kot politična analiza sodobnega dogajanja.

### Nemčija
Prvi neruska različica temelji na drugi Nilovi izdaji iz leta 1911. Izdal jo je januarja 1920 Ludwig von Müller Hausen, ustanovitelj in predsednik Združenja proti judovski prevladi pod psevdonimom Gottfried zur Beek. Njegova izdaja je do leta 1938 doživela 22 ponatisov. Zgodovinar Jakob Katz poudarja, da so bili Protokoli le ena od številnih protijudovskih publikacij, ki so tiste čase preplavljale državo. Uspeh dela pa kaže, da so v Weimarski Republiki ljudje potrebovali grešnega kozla za padec monarhije in za poraz v svetovni vojni, glede na rasno večvrednost, ki jo je oznanjevalo ljudsko gibanje. Od leta 1929 dalje je delo zalagala založniška hiša NSDAP.
Kasnejši ideolog NSDAP Alfred Rosenberg je leta 1923 dodal podrobnejši komentar, ki je v povojnem razvoju videl potrditev v Protokolih opisanih načrtov. Tudi komentar je doživel velik uspeh, tako da so ga ponatisnili v letih 1924, 1933, 1938 in 1941. 
1924 je Theodor Fritsch pod naslovom Sionistični Protokoli. Program mednarodne tajne vlade izdal tretjo različico v nemščini, tokrat kot domneven prevod »iz angleškega originala v Britanskem muzeju«. Fritsch v predgovoru kot argument za pristnost navaja mnenje, da si kaka arijska glava take zahrbtne podlosti ne bi mogla izmisliti in zahteva, da bo judovstvo »kot edini krivec postavljeno pred sodnika: zaklet sovražnik častnega človeštva«.

### Angleško govoreče države
Angleški prevod Protokolov pod naslovom The Jewish Peril (Judovska nevarnost) je na britanski trg prišel v začetku leta 1920. Konservativni Morning Post je istega leta pod naslovom Vzrok za svetovne nemire Nemirov izvlečke, pristnost Protokolov pa je pustil odprto. V ZDA je Henry Ford v svojem časopisu The Dearborn Independent - obenem s podrobnim komentarjem - dal objaviti povzetek več člankov pod naslovom The International Jew: The World’s Foremost Problem (Mednarodni Jud: najpomembnejši problem sveta). Naklada je dosegla pol milijona izvodov in prevode so objavili v Franciji, na Norveškem, Danskem, Poljskem, v Bolgariji, Italiji, Grčiji in celo na Japonskem ter Kitajskem. Čeprav se je v pravnem sporu leta 1927 od Protokolov distanciral, nosi Ford odgovornost za to, da so se dalje širili po svetu.

### Francija
V Franciji so izšli trije različni prevodi Protokolov. Za najbolj razširjenim je stal monsinjor Ernest Jouin (1844-1932), katoliški duhovnik, ki je svoj prevod objavil leta 1920 v Revue Internationale des Sociétés Secrètes. Za širjenje Protokolov po Franciji ima zasluge tudi ameriška antisemitka Leslie Fry (alias Paquita Louise de Shishmareff, 1872-1970). V časopisnem članku iz leta 1921 pravi, da bi avtor Protokolov lahko bil sionistični publicist Ašer Ginzberg. Spisal naj bi ga leta 1890 v Odesi v hebrejskem jeziku za svoje tajno društvo Bnei Moše (sinovi Mojzesa). Francoski prevod besedila naj bi prišel v roke Alliance Israélite Universelle, mednarodne judovske kulturne organizacije, od tam pa leta 1897 na Baselski kongres, od koder tudi izvira Nilusova kopija.

## Razkrinkanje ponaredka
Dvomi o verodostojnosti Protokolov so se pojavili zelo zgodaj. Že pred prvo svetovno vojno je rusko notranje ministrstvo naročilo preiskavo, ki je prišla do zaključka, da gre za ponaredek. Londonski dnevnik Times je knjigo ocenil najprej pozitivno. Avgusta 1921 pa je dopisnik v Istanbulu Philip Graves objavil vrsto člankov, v katerih je prvič dokazal, da gre pri Protokolih za plagiat: na dolgo in široko je neznani avtor prepisoval iz Jolyjeve knjige iz leta 1864, in sicer na okorel način, ki ga je bilo težko zgrešiti. S tem je bilo dokazano, da gre za ponaredek ali bolje rečeno za izmišljotino, saj dokument, ki naj bi se ponarejal, nikoli ni obstajal. Po Gravesu je delo zlonamerna fantazija, ki naj bi očrnila Jude in pripadnike Bunda zaradi njihove domnevne vloge v ruski revoluciji leta 1905. Nemški Novinar Binjamin Segel je leta 1924 objavil »žebelj v krsti« vere v pristnost Protokolov. V uvodu je opozoril, da človeške neumnosti in lahkovernosti, tudi med izobraženimi, ne gre podcenjevati, nato pa je ponovil vse dokaze za to, da gre za ponaredek. Njegova knjiga je naletela na skromen odmev, tudi zato, ker jo je izdala judovska založba, kar je antisemitom zadoščalo za dokaz, da gre pristransko omejevanje nastale škode.
Večjega zanimanja je bil ponarejevalsko bistvo  Protokolov deležno v Bernskem procesu, ki se je od novembra 1933 do oktobra 1934, in od aprila do maja 1935 odvijal pred višjim sodiščem kantona Bern. Šlo je za kazensko ovadbo Švicarskega združenja judovskih skupnosti in judovske skupnosti v Bernu z dne 26. junija 1933 proti petim članom Švicarske nacionalne socialistične delavske stranke in Nacionalne fronte. Obtožena stran je širila protijudovski propagandni material, med drugim Fritschevo izdajo Protokolov sionskih modrecev. Tožnikom je šlo tudi za to, da bi dobili sodno veljaven dokaz, da so Protokoli ponaredek. Proces se je zavlekel, med drugim tudi zato, ker sta obe strani zahtevali priče iz tujine. Do besede je prišlo več udeležencev in opazovalcev prvega sionističnega svetovnega kongresa leta 1897, ki so vsi pričali v smislu, da je na kongresu šlo za ustvarjanje varnega doma za Jude v Palestini in da so bile vse razprave javne. Do kakšnih tajnih zapisnikov tako ni moglo priti. Tožniki so predvsem skušali »vse potisniti na rusko cizo«, kot je rekel odvetnik Boris Lifschitz. Dejansko so ustvarili eno od verzij nastanka Protokolov, po kateri naj bi jih leta 1903 ponaredili v Parizu uslužbenci ruske tajne službe. Ta različica je desetletja dolgo prevladovala v zgodovinopisju in šele pred kratkim se je začelo o njej dvomiti.
Nemški izvedenec, nacionalni socialist Ulrich Fleischhauer (1876-1960), je zato legendo, da je avtor dela Nilus, z nekaj besedami odpravil kot napačno in zatrdil, da je vzporedno s sionističnim kongresom avgusta 1897 potekal »Kongres B'nai B'rith in judovskih visokih lož«, na katerem so bili sprejeti Protokoli. Sodišče se s to neutemeljeno argumentacijo ni strinjalo in je v svoji obrazložitvi sodbe z dne 14. maja 1935 ugotovilo:
- »Dokazi, da so tako imenovane Protokole, kot jih vsebuje Fritscheva brošura, pripravili, predstavili in o njih razpravljali judovski avtorji (en ali več), sodišču niso bili predloženi«

Protokoli so plagiat Jolyja in dodatno rumenega tiska. Dva obtoženca sta bila na prvi stopnji obsojena zaradi kršitve 14. člena Zakona o filmskih predstavah in ukrepih proti rumenemu tisku na simbolično globo in delen prevzem stroškov sodnega postopka. V pritožbenem postopku je novembra 1937 je Bernsko višje sodišče obsodbo razveljavilo, ker izraza rumeni tisk za politično literaturo ni mogoče uporabiti, saj prešuštniška komponenta v njej ni prisotna. O tem, da so Protokoli plod fantazije, pa sodišče ni imelo nobenih dvomov, zahtevo tožene strani po odškodnini je zavrnilo: »Kdorkoli objavlja takšno podlo hujskanje, mora biti pripravljen, da ga bo to nekaj stalo.«
Odkritje, da gre za ponaredek, je v veliki meri ostalo brez posledic. Zur Beek, Rosenberg in drugi pristaši Protokolov so preprosto začeli trditi, da je bil Joly Jud in da mu je v resnici bilo ime »Moïse Joël«. Po njihovem mnenju satira iz leta 1864 ne samo da ni argument proti, temveč je argument za pristnost Protokolov. Da v Dialogu aux enfers ... sploh ni bilo govora o Judih, temveč da je šlo izključno samo za Napoleona III., zanje ni bil noben argument. Fleischhauerjevo pričevanje, kateremu mu sodišče ni verjelo, so tiskali kot še en dokaz več za pristnost Protokolov.

### Zahodna Evropa in Severna Amerika dandanes
Po koncu druge svetovne vojne so Protokoli v Zahodni in Srednji Evropi v veliki meri izginili izpred oči javnosti. Le redki teoretiki zarote in antisemiti, kot je Horst Mahler, jih še citirajo. Nemške sodne oblasti njihovo razširjanje kazensko preganjajo. Nedavno, leta 2015, je bil organizator »stranke miru« v Koblenzu obsojen na denarno kazen in ukor, ker je Protokole priporočal za branje v javnosti. Znanstveno obdelana izdaja besedila je izšla leta 1998 pri založbi Wallstein, poleg tega je lahko dostopna na številnih spletiščih.
Škof reda Pija X. Richard Williamson, znan kot zanikovalec holokavsta, se je desetletja dolgo v svojih pridigah in okrožnicah skliceval na Protokole, ki jih je poimenoval »poslane od boga«. Tudi drugi predstavniki reda Pija X., med njimi njegov ustanovitelj, pokojni nadškof Marcel Lefebvre, so radi uporabljali izraz »judovsko-prostozidarske-ateistične« svetovne zarote. Podobno piše skrajno desničarski sedisvakantni katoliški teolog Janez Roth Kranz v svoji knjigi Protokoli sionskih modrecev - uresničeni!. Kasnejši član parlamenta dežele Baden-Württemberg Wolfgang Gedeon (AfD) je odobravajoče omenjal Protokole v dveh svojih spisih 2009 in 2012.
V ZDA sta v sedemdesetih letih skrajno desni združenji National States’ Rights Party in California Noontide Press skrbeli za širjenje zarotniških teorij. Predstavniki skrajno desničarskih milic jih še dalje razglašajo, prav tako tudi pristaši Naroda Islama. Wal-Mart, prodajno podjetje z največjim prometom v svetovnem merilu, je še leta 2004 v ZDA razpečavalo Protokole. Tudi v Kanadi jih je bilo mogoče dobiti po 1945.

### Sovjetska zveza in Rusija po SZ
Že v času Sovjetske zveze so bile govorice o judovski svetovni zaroti zelo razširjene. Konec šestdnevne vojne leta 1967 se sklada z začetkom propagandistične akcije, ki je prikazovala sionizem kot globalno grožnjo in ga postavljala v okvir razprav o zarotah. Raziskovalec sionizma Jurij Ivanov je leta 1969 objavil knjigo Осторожно: сионизм! »Pozor: sionizem!«), katere rdeča nit sledi Protokolom. V sedemdesetih letih so voditelji Sovjetske zveze vedno znova opozarjali pred judovsko-prostozidarsko zaroto, kateri naj bi načelovali oporečniki, kot sta bila Aleksander Solženicin in Andrej Saharov ter organizacija za človekove pravice Amnesty International.
Po razpadu Sovjetske zveze v devetdesetih letih je besedila in ideje Protokolov sionskih modrecev začela širiti radikalna nacionalistična organizacija Pamjat. Še danes se v Rusiji ohranja spomin na Sergeja Nilusa, ki ima v verskih in domoljubnih krogih že kultni značaj. Njegove knjige, še posebej tiste, v katerih je najti Protokole, ljudje vztrajno kupujejo. V zborniku apokaliptičnih in protijudovskih spisov Россия перед вторым пришествием (»Rusija pred drugim prihodom«), ki se od izdaje do izdaje vse bolj debeli, je najti tudi Protokole sionskih modrecev. Prva izdaja leta 1993 je znašala 100.000 izvodov, gre za uspešnico, ki se jo tudi že tiska na črno: za rusko sodišče je njeno tiskanje protijudovsko. Tudi upodabljajoča umetnost uporablja Protokole in njihovo simboliko: priljubljeni slikar Ilja Glazunov je v svoji leta 1990 končani monumentalni sliki »Veliki Eksperiment« naslikal krvavo zgodovino Rusije v 20. stoletju; točno v sredo slike, med glave Marxa, Lenina in Stalina, je postavil s kabalističnimi znaki okrašen pentagram, kot ga lahko vidimo v Nilovi izdaji leta 1911 - namig, da so bili Marx in boljševiki predstavniki judovske zarote.

### Arabski svet in Islam
Misel, da bi Judje lahko bili grožnja za svet ali da bi celo stremeli po nadvladi sveta, je bila arabskemu svetu do 20. stoletja tuja. Namesto tega prevladuje stereotip šibkega, strahopetnega in zaničevanja vrednega Juda. Čeprav so leta 1921, 1926 in 1927 ali 1928 arabski kristjani Protokole prevedli v arabščino, je knjiga ostala brez odmeva.
Od začetka palestinskega konflikta dalje je islamski svet postajal vse bolj dovzeten za Protokole. Po krvavih nemirih med Judi in Muslimani leta 1929 v Jeruzalemu, Hebronu in Safedu je Mohamed Amin al-Husseini, veliki mufti Jeruzalema, s Protokoli skušal dokazati, da so nemire zanetili Judje. 1938 so na Islamski parlamentarni konferenci v podporo Palestini, ki so jo organizirali Muslimanski bratje, delili prevod Protokolov in Hitlerjevega Mein Kampfa. Tako se je začel pohod teh spisov v islamskem kulturnem prostoru. Po travmatičnem porazu arabskih držav v vojni za neodvisnost Izraela leta 1948 in po begu in izgonu Palestincev, ki sta porazu sledila, so protijudovska stališča in zarotniške teorije v islamskem svetu postajala vse bolj popularna. Odtlej so Protokoli sionskih modrecev v islamskem svetu vse vplivnejši: štejejo jih med pomembne vire informacij o sionizmu in judovstvu, ugledne založniške hiše jih zalagajo in tiskajo, vidni politiki, intelektualci in verski voditelji vseh smeri se opirajo nanje. Razširjeno je mnenje, da jih Zahod kulturno, tehnično, ekonomsko in politično ponižuje ter zatira: križarski pohodi so za to okolje začetek tradicije, katere lok se pne do imperializma in kolonializma 19. in 20. stoletja, do ustanovitve države Izrael leta 1948 in tja do bližnjevzhodnega konflikta, ki odtlej ves čas tli. Številni porazi, ki jih je Arabski svet utrpel v spopadih z Zahodom in zahodno usmerjenim Izraelom, imajo za posledico občutke nemoči in jeze, ki se zrcalijo v zarotniških fantazijah: vzrok za probleme ni počasen in kasen razvoj v arabskih državah, tudi ne njih neenotnost, temveč zločesto, konspirativno delovanje enega samega premočnega sovražnika: Juda. Protokoli so tipična formulacija te zarote.